# Devotional
Devotional — A Performance Filmed by Anton Corbijn — видеоальбом британской группы Depeche Mode, содержащий почти полный концерт из их тура в поддержку альбома Songs of Faith and Devotion — Devotional Tour, проходившего в 1993—1994 годах.
Съёмки проводились на концертах в Барселоне, Испания (Palau Sant Jordi), Льевене, Франция (Stade Couvert Régional) и Франкфурте-на-Майне, Германия (Festhalle). Режиссёром выступил Антон Корбейн. Релиз состоялся в 1993 году. В 1995 году номинировался на премию «Грэмми» за лучший музыкальный фильм. Саундтрек был записан в Льевене на Stade Couvert Régional 29 июля 1993 года. Этот тур особенно примечателен некоторыми личными проблемами, посетившими участников группы, прежде всего начавшейся героиновой зависимостью Дейва Гаана. Это был последний релиз перед тем, как Алан Уайлдер покинул группу в 1995 году.
В 2004 году состоялось переиздание видеоальбома на DVD. Фильм тот же самый, дополнения — песни, которые отсутствовали в оригинальной версии, видеоряды для сценических экранов, интервью Антона Корбейна, фотографии из буклета тура и музыкальные видео песен из альбома Songs of Faith and Devotion.

## Список видео
- Все песни написаны Мартином Гором.

 VHS Mute Film/BMG Home Video / 74321 17213 3
 LD Mute Film/BMG Home Video / 74321 17213 6
 VHS Mute Film / MF 023 (1999 год)
 UMD Mute Film / DM UMD 4 (2005 год)
 VHS Sire/Reprise / 38346-3
 LD Sire/Reprise / 38346-6
1. «Higher Love» (Songs of Faith and Devotion, 1993)
2. «World in My Eyes» (Violator, 1990)
3. «Walking in My Shoes» (Songs of Faith and Devotion, 1993)
4. «Behind the Wheel» (Music for the Masses, 1987)
5. «Stripped» (Black Celebration, 1986)
6. «Condemnation» (Songs of Faith and Devotion, 1993)
7. «Judas» (Songs of Faith and Devotion, 1993)
8. «Mercy in You» (Songs of Faith and Devotion, 1993)
9. «I Feel You» (Songs of Faith and Devotion, 1993)
10. «Never Let Me Down Again» (Music for the Masses, 1987)
11. «Rush» (Songs of Faith and Devotion, 1993)
12. «In Your Room» (Songs of Faith and Devotion, 1993)
13. «Personal Jesus» (Violator, 1990)
14. «Enjoy the Silence» (Violator, 1990)
15. «Fly on the Windscreen» (сингл «It’s A Called A Heart», 1985)
16. «Everything Counts» (Construction Time Again, 1983)
17. «Death’s Door»[~ 1] (Songs of Faith and Devotion, 1993)

 DVD Mute Film / DM DVD 4 (2004 год)
 DVD Mute Film / LDM DVD 4 (2005 год)
 DVD Reprise / R2 970372-2 (2004 год)
Диск 1
- Devotional: A Performance Filmed By Anton Corbijn (см. выше)

Бонус-треки
1. «Halo» (Violator, 1990)
2. «Policy of Truth» (Violator, 1990)

Диск 2
Видеоряды, использовавшиеся во время тура на сценических экранах:
1. «Walking in My Shoes»
2. «Stripped»
3. «Condemnation»
4. «Judas»
5. «I Feel You»
6. «Never Let Me Down Again»[~ 3]
7. «In Your Room»
8. «Enjoy the Silence»

Музыкальные видео:
1. «I Feel You»
2. «Walking in My Shoes»
3. «Condemnation»
4. «In Your Room»
5. «One Caress»
6. «Condemnation» (live) — микс выступления и видеоряда

- Документальный фильм MTV — Depeche Mode Rockumentary (1993)
- «Монолог Антона Корбейна» — короткий документальный фильм Джеймса Роуза[англ.]
- Devotional Tour (и Exotic Tour) — программы

## Чарты
| Чарт (2004)         | Позиция |
| ------------------- | ------- |
| Music DVDs Chart    | 7       |
| () Music DVDs Chart | 2       |
| () Music DVDs Chart | 1       |
| Albums Chart        | 25      |
| Music DVDs Chart    | 2       |
| Music DVDs Chart    | 1       |
| Music DVDs Chart    | 1       |
| Music Videos Chart  | 27      |

## В ролях
- Дейв Гаан — основной вокал
- Мартин Гор — гитара, клавиши, бэк-вокал, основной вокал
- Алан Уайлдер — клавиши, фортепиано, ударные, перкуссия, бэк-вокал
- Энди Флетчер — клавиши, бэк-вокал
- Хилдиа Кэмпбелл — бэк-вокал
- Саманта Смит — бэк-вокал